# Влюблённый Джордж Лукас
«Влюблённый Джордж Лукас» (англ. George Lucas in Love) — студенческий фильм, выпущенный в июне 1999 года, который является пародией на «Звёздные войны» и «Влюблённого Шекспира». Режиссёром фильма был Джо Нассбаум, который финансировал фильм наследством своей бабушки. В создании фильма участвовало несколько десятков студентов кино Южно-Калифорнийского Университета.

## Сюжет
В фильме, Джордж Лукас — студент ЮКУ в 1967 году и страдает от писательской блокады, пытаясь написать сценарий фильма о молодом космическом фермере с плохим урожаем «космической пшеницы». Везде, где он ходит, зрители видят студентов и учителей, которые напоминают Дарта Вейдера, Хана Соло, Чубакки, Джаббу Хатта, R2-D2, и C-3PO. Лукас окружён вдохновением, но он ничего не видит. Даже его профессор кино, который выглядит и разговаривает как Йода, не может ему помочь.
В конце концов, Лукас встречает свою музу — молодую девушку (со странной причёской), которая является «как бы лидером студенческого сопротивления». После их встречи, всё начинает складываться в голове Лукаса, так как она ему говорит писать, что знает. Его писательская блокада исчезает, и он заканчивает свой шедевр.
Фильм был показан на кинофестивале в Торонто 19 сентября 1999 и стал популярен в кругах фанатов «Звёздных войн» и обычных зрителей.

## В ролях
| Актёр          | Роль   |
| -------------- | ------ |
| Мартин Хайнс   | Джордж |
| Лиза Джейкаб   | Мэрион |
| Джейсон Пек    | Бенджи |
| Джефф Вьенс    | Аарон  |
| Дэвид Янг IV   | Чак    |
| Тимоти Даулинг | Хэл    |
| Джон Рафтер Ли | Рантер |

## Интересные факты
- Джорджу Лукасу очень этот фильм понравился, и он послал поздравительное письмо создателям.
- Некоторые считают, что студенческие фильмы, упомянутые в пародии (1:42:08 и 6-18-67) не настоящие, но Джордж Лукас действительно их снимал в ЮКУ.